# Comisión de Cultura del Senado de México
La Comisión de Cultura del Senado de México es una Comisión del Pleno del Senado de México que tiene como objetivo atender los asuntos legislativos en materia cultural que corresponden a la Secretaría de Cultura. 
mediante un órgano colegiado integrado por legisladoras y legisladores de diferentes grupos parlamentarios tiene como responsabilidad la organización interna del trabajo, en donde se dictamina, investiga, consulta, analiza, debate y resuelve sobre la cultura en México. 
Aunado a lo anterior, realiza encuentros y reuniones de trabajo con expertos, especialistas, intelectuales, personas y grupos involucrados en los temas de legislación cultural, administración cultural, preservación del patrimonio cultural, el respeto de los derechos de autor y fomento de la lectura, entre otros temas. 
Esta comisión ha tenido y tiene como proyectos legislación sobre la Ley del Precio Único del Libro, sobre la Reglamentación del CONACULTA y sobre las Bibliotecas del País. Es presidida por la senadora Beatriz Mojica Morga

## Miembros
Los actuales miembros de la Comisión de Cultura LXIV Legislatura del Congreso de la Unión son:
- Presidente
  - Senadora Beatriz Mojuca Morga (MORENA)
- Secretarios
  - (Por definir)
  - Senadora María Martina Kantún Can(MORENA)

- Integrantes
  - Sen. Javier Corral Jurado(MORENA)
  - Sen. Susana Harp Iturribarría(MORENA)
  - Sen. María Guadalupe Murguía Gutiérrez(PAN)
  - Sen. Ivideliza Reyes Hernández (PAN)